# Glucine
La glucine è un minerale.

## Etimologia
Il nome riflette il contenuto in berillio; inizialmente questo elemento infatti era chiamato glucinium, che in latino significa dolce, a causa del gusto di alcuni suoi composti.